# Інститут геологічних наук Національної академії наук Республіки Вірменія
Державна некомерційна організація Інститут геологічних наук Національної академії наук Вірменії (ДНКО ІГН НАН РВ; вірм. ՀՀ ԳԱԱ Երկրաբանական գիտությունների ինստիտուտ) — академічний науковий інститут займається вивченням геологічної будови, родовищ рудних і нерудних корисних копалин на території Вірменії. Проводить інженерно-геологічні, гідрогеологічні та географічні дослідження. Вивчає питання геодинаміки, геохронології і металогенії. Єдина наукова організація у Вірменії, що здійснює дослідження в різних галузях геології.

## Історія

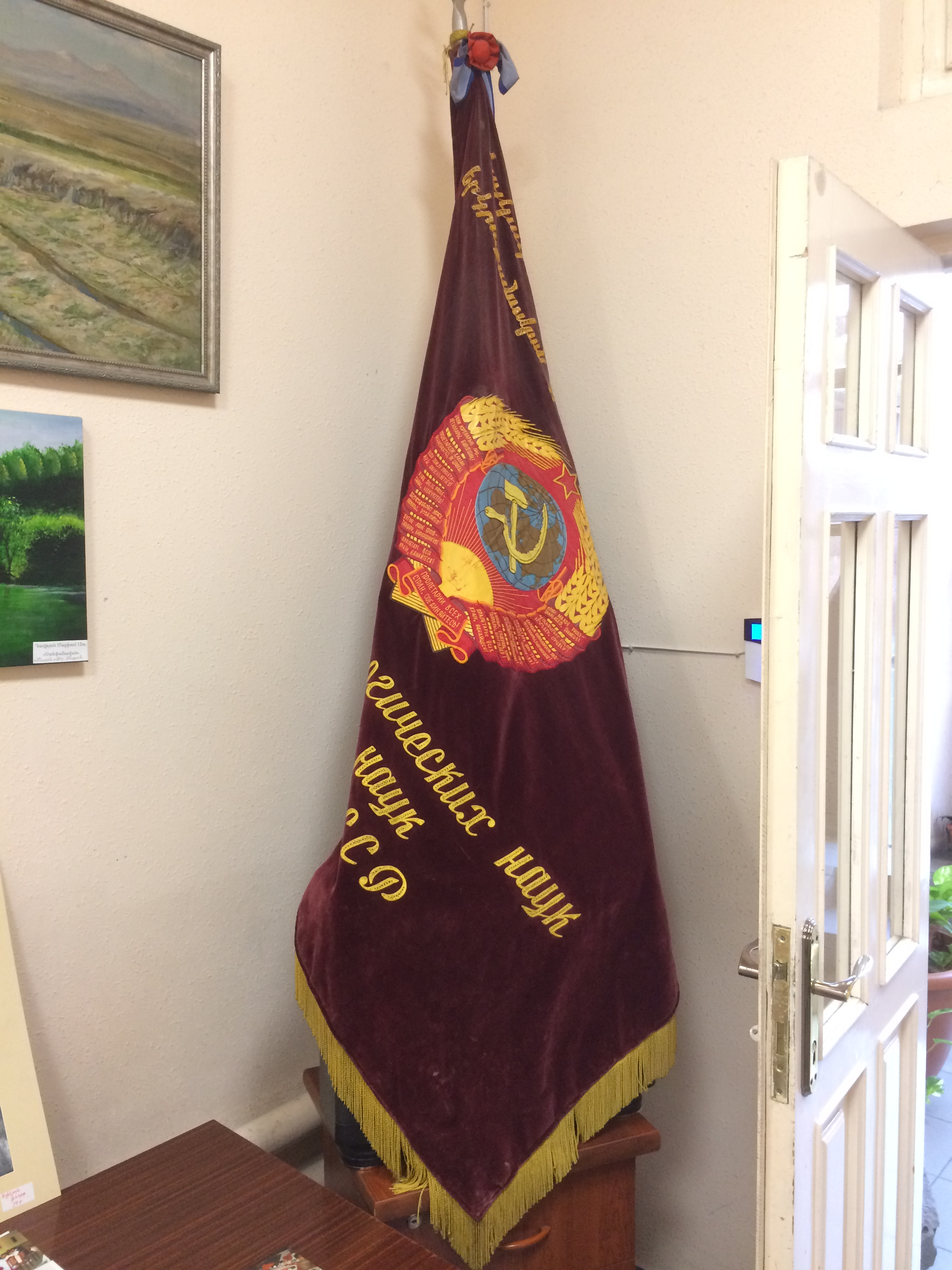
Прапор інституту часів СРСР

28 січня 1935 року Постановою Ради Народних Комісарів Вірменської РСР створена Вірменська філія Академії наук СРСР (ВірмФАН), у складі якої був Геологічний інститут.
Директором інституту призначений запрошений в 1934 році до Вірменії геолог О. Т. Карапетян. В інституті почали працювати 22 співробітники.
Дослідження проводилися з виявлення й оцінки запасів металічних і неметалічних корисних копалин та мінеральних вод. Були досліджені:
- Каджаранське мідно-молібденове родовище
- Агаракське мідно-молібденове родовище
- Дастакертське родовище

З 1937 року при інституті працює Геологічний музей.
З 1943 року видавався журнал «Вісті Академії наук Вірменської PCP. Науки про Землю».
У 1950 році Сталінську премію отримали працівники інституту: академік І. Г. Магак'ян, С. С. Мкртчян, С. А. Мовсесян, Р. М. Арутюнян та інші.
У 1950—1960 роках в гірничорудних районах Вірменії організовані науково-дослідні бази інституту Каджаранська, Вардениська, Алавердська.
У 1976 році дослідники на чолі з академіком І. Г. Магак'яномудостоєні Державної премії Вірменської РСР в галузі науки.
У 1970-х роках академік А. Т. Асланян кількісно вивчав внутрішню будову, речовинний склад, фізичні поля і еволюцію Землі.
У 1981 році складі інституту було: 7 відділів; 6 лабораторій; 3 наукових бази; аспірантура (очна і заочна); геологічний музей.
Указом Президії Верховної Ради СРСР від 1 липня 1985 року за заслуги в розвитку геологічних наук та підготовки наукових кадрів інститут нагороджений орденом Трудового Червоного Прапора.
Після Спітакського землетрусу 1988 року, були організовані лабораторії геодинаміки та небезпечних геологічних процесів, геомоніторингу та геоархеології, складено карти сейсмічного мікрорайонування для Єревана та інших населених пунктів.
У 2011 році видана колективна монографія «Геологія і корисні копалини Нагірного Карабаху», проведена оцінка сейсмічної і вулканічної небезпеки будмайданчика проектованої нової АЕС.
На 1 квітня 2017 року в інституті працювало 165 осіб (з них 2 академіка НАН РВ, 1 член-кореспондент НАН РВ, 12 докторів наук, 39 кандидатів наук). Співробітниками інституту видано близько 180 монографій.